# Colonial Beach

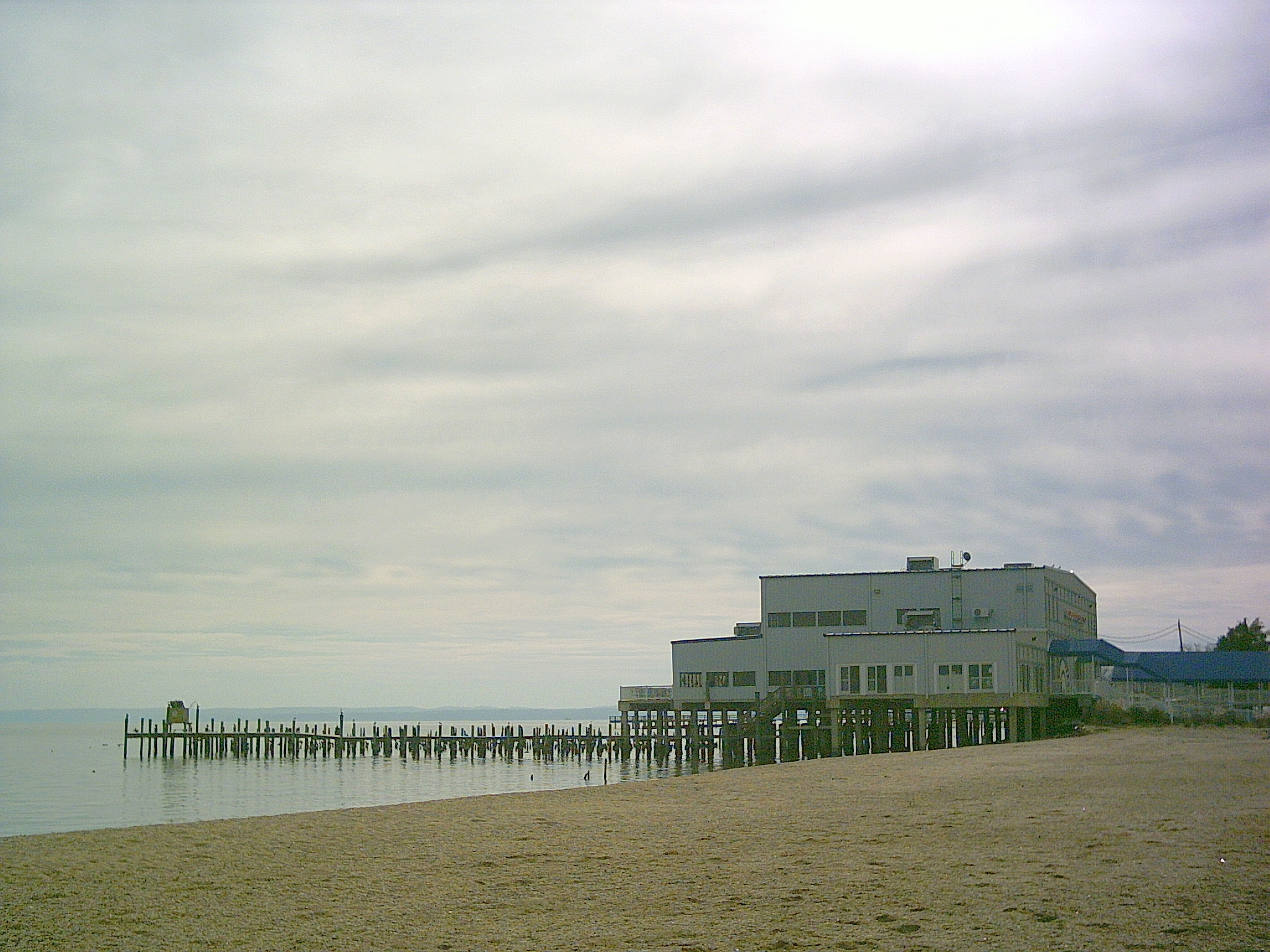
Colonial Beach, Pier (2008)

Colonial Beach (Virginia) ist eine kleine Gemeinde am westlichen Ufer des Potomac im Westmoreland County des Bundesstaats Virginia der USA. Das U.S. Census Bureau hat bei der Volkszählung 2020 eine Einwohnerzahl von 3908 ermittelt.

## Geografie
Colonial Beach liegt flussabwärts von der US-amerikanischen Bundeshauptstadt Washington, D.C. Nördlich der Stadt liegt das Geburtshaus des Gründers der Vereinigten Staaten, George Washington, das heutige George Washington Birthplace National Monument. Die Staatsgrenze zum nördlich von Virginia gelegenen Maryland verläuft an der Hochwasserlinie des Potomac.
Die geografische Lage ist 38° 15′ 14″ N und 76° 58′ 08″ W.

## Geschichte
Colonial Beach wurde 1650 auf Initiative von Andrew Monroe, dem Urgroßvater des US-Präsidenten James Monroe zuerst besiedelt. Er verlieh dem Gemeinwesen den Namen Monrovia.

## Wirtschaft und Tourismus
Colonial Beach war bis zur Mitte des 20. Jahrhunderts ein Ausflugs- und Erholungsort für die Bürger der Hauptstadt Washington, die meistens mit dem Schiff anreisten. So hatte zum Beispiel die Familie von Alexander Graham Bell hier ein Sommerhaus. Mit dem Aufkommen der Urlaubsreisen mit Privatautos ist diese Art des Freizeitvergnügens fast gänzlich zum Erliegen gekommen.
Da die Gesetze in Maryland in den 1920er Jahren bestimmte Glücksspiele erlaubten, die in Virginia verboten waren, entstanden im Potomac künstliche Inseln, sogenannte Piers, die von Virginia aus zugänglich waren und auf denen Glücksspiele angeboten wurden.
Seit Mitte des 19. Jahrhunderts wurden die Austernbänke im Potomac genutzt, Fischer aus Virginia mussten jedoch eine spezielle Gebühr entrichten, um Austern in Maryland ernten zu dürfen. Da die Fischer von Colonial Beach jedoch die Kosten einer solchen Lizenz vermeiden wollten, ernteten sie in vielen Fällen wild. Die Naturschutzpolizei von Maryland machte regelrechte Jagden auf die Schwarzfischer; es kam sogar zu Todesopfern. Heute (2012) leben nur noch wenige der Watermen von Colonial City von der Ernte und vom Verkauf von frischen Austern.
In Colonial Beach besteht ein Dragway, auf welchem Rennen mit Dragstern abgehalten werden. 
Zu Ehren des fünften Präsidenten der Vereinigten Staaten James Monroe, der im Westmoreland County geboren wurde, befindet sich im Ort ein Denkmal. Für die Zukunft ist die Einrichtung eines Museums zu Monroes Gedenken geplant.

## Persönlichkeiten aus Colonial Beach
- Ed Mirvish (1914–2007), Gründer des Kaufhauses Honest Ed’s in Toronto, Kanada, Theaterbetreiber  und Philanthrop.
- Torrey Smith (* 1989), American-Football-Spieler